# Voo Crossair 3597
O Voo Crossair 3597 foi uma rota aérea regional, realizada por uma aeronave BAe 146, de registro HB-IXM, que durante o voo de ligação entre Berlim, Alemanha e Zurique, Suíça, caiu durante a sua aproximação para pousar no Aeroporto de Zurique em 24 de novembro de 2001. Vinte e quatro das trinta e três pessoas a bordo morreram. 

## Acidente
O voo partiu do Aeroporto Tegel em Berlim às 21:01 com 28 passageiros, três comissários de bordo e dois pilotos (Hans Ulrich Lutz e Stefan Loehrer). Aproximando-se da cidade de Zurique cerca de uma hora mais tarde, a aeronave foi liberada para se aproximar da pista 28 em condições de pouca visibilidade devido às nuvens baixas. O gravador de voz capturou a transmissão do voo Crossair, onde o piloto informava à torre que não enxergava a pista. Às 22:07, o avião caiu em uma faixa arborizada de colinas perto da pequena cidade de Bassersdorf, em torno da pista, onde se incendiou. Das 33 pessoas a bordo (28 passageiros e cinco tripulantes), 24 morreram (entre eles a tripulação da cabine e um comissário de bordo), enquanto nove (sete passageiros e dois comissários de bordo) sobreviveram. 

## Passageiros notáveis
- Melanie Thornton, cantora e ex-vocalista do grupo de eurodance alemão La Bouche;[3]

- Nathaly van het Ende, Maria Serrano Serrano e Debby St. Maarten, integrantes do grupo pop alemão Passion Fruit.

## Nacionalidades dos ocupantes do Voo Crossair 3597
| País           | Total de ocupantes | Mortos | Sobreviventes |
| -------------- | ------------------ | ------ | ------------- |
| Alemanha       | 12                 | 10     | 2             |
| Suíça          | 10                 | 5      | 5             |
| Israel         | 3                  | 3      | 0             |
| Países Baixos  | 2                  | 1      | 1             |
| Áustria        | 1                  | 0      | 1             |
| Gana           | 1                  | 1      | 0             |
| Espanha        | 1                  | 1      | 0             |
| Estados Unidos | 1                  | 1      | 0             |
| Canadá         | 1                  | 1      | 0             |
| Suécia         | 1                  | 1      | 0             |
| França         | 1                  | 1      | 0             |
| Itália         | 1                  | 1      | 0             |
| Reino Unido    | 1                  | 1      | 0             |
| Japão          | 1                  | 1      | 0             |
| Coreia do Sul  | 1                  | 1      | 0             |
| Finlândia      | 1                  | 1      | 0             |
| Total:         | 33                 | 24     | 9             |